# Svante Ödman

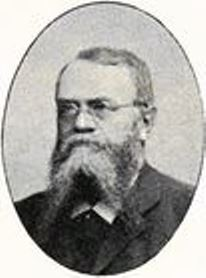
Svante Ödman

Svante Ödman, född 5 oktober 1836 i By socken, Värmlands län, död 17 februari 1927 i Lund, var en svensk psykiater.
Ödman blev student vid Uppsala universitet 1854, medicine kandidat 1861 och medicine licentiat vid Karolinska institutet i Stockholm 1865. Han var biträdande läkare vid Stockholms hospital (Konradsberg) 1865–71, överläkare vid Härnösands hospital 1871–81, vid Lunds hospital 1881–1901, även vid Lunds asyl från 1891 samt t.f. överläkare vid Malmö hospital 1884–1901. Åren 1893–1901 var han e.o. professor i psykiatri vid Lunds universitet, där han blev medicine hedersdoktor 1889. Han invaldes som ledamot av Fysiografiska sällskapet i Lund 1895.
Ödman verkade med kraft för modernisering av den svenska sinnessjukvården och Lunds hospital blev därigenom föregångare vad gäller friare vårdformer med övervakning och sängläge som viktigaste inslag. Ödman intresserade sig också för patienternas nutrition och införde regelbundna vägningar av de intagna.